# Kelangdepok
Kelangdepok is een bestuurslaag in het regentschap Pemalang van de provincie Midden-Java, Indonesië. Kelangdepok telt 2814 inwoners (volkstelling 2010).